# Железняк, Владимир Николаевич
Влади́мир Никола́евич Железня́к (род. 24 июня 1951, Багратионовск, Калининградская область) — российский философ

 и историк философии, специалист в области классической гносеологии Нового времени, философии И. Канта, феноменолого-экзистенциальной философии XX века. Доктор философских наук (1999), заведующий кафедрой философии и права Пермского политехнического университета.

## Биография
По окончании философского факультета Уральского государственного университета (1974) работал ассистентом кафедры философии Пермского политехнического института. В 1976 году поступил в аспирантуру при философском факультете Ленинградского университета. В 1980 году защитил кандидатскую диссертацию «Логико-гносеологические основания социально-исторического анализа категорий диалектики» и вернулся в Пермь, где продолжил работать ассистентом, затем старшим преподавателем и доцентом ПермГТУ. В сентябре 1998 года в УрГУ защитил докторскую диссертацию «Принцип тождества мышления и воли в классическом рационализме и его историческая эволюция» (специальность «История философии»), тогда же начал работать по совместительству в Пермском государственном университете.
С июля 1999 по 2013 год — заведующий кафедрой истории философии философско-социологического факультета ПГУ (ПГНИУ), позднее — профессор кафедры. В настоящее время заведует кафедрой философии и права ПНИПУ. В разное время преподавал дисциплины: «Современные проблемы гуманитарного знания», «Введение в гуманитарные науки», «Введение в специальность», «Классическая и современная феноменология», «Философия музыки», «Современные онтологические концепции», вёл практикум по анализу художественного произведения.
Автор около 120 научных публикаций, в том числе 6 монографий. Подготовил ряд кандидатов наук, участник многих всероссийских и международных научных конференций. Свободно владеет немецким языком.
Супруга — кандидат философских наук, доцент ПГИК Валентина Семёновна Железняк.

## Научная деятельность
Ведёт исследования в области истории западноевропейской идеалистической философии, классической теории познания и феноменологии, философской герменевтики. Комментатор трудов М. Хайдеггера, К. Ясперса, А. Ф. Лосева и др.

## Основные работы
Книги
- Феноменология рациональной воли. Пермь: ПГТУ, 1997 — ISBN 5-88151-133-6;
- Медиум. Опыт онтологического истолкования кантовской философии. Пермь: ПГТУ, 1997. — 250 с. — ISBN 978-5-88151-134-0;
- Метафизика воли в прямой и обратной перспективе". Пермь: ПГТУ, 1997 — ISBN 978-5-88151-135-7;
- Железняк В. Н., Кондаков Б. В., Лейбович О. Л., Минеева С. А. Гуманитарное знание в школе: Осмысление проблем. Пермь, 1998. 161 с. (Новое содержание школьного образования: культурно-философские основания);
- Кайдалов В. А., Железняк В. Н., Имакаев В. Р. Философия и педагогическая теория. Пермь: Изд-во ПГТУ, 2005. — 272 с. — ISBN 5-88151-480-7;
- Из истории отечественной философской мысли (Пермь, 2005, редактор);
- Мышление и воля. Пермь, 2015—615 с.;
- Философия: учебное пособие / В. Н. Железняк и др.; М-во образования и науки Рос. Федерации, Перм. нац. исслед. политехн. ун-т. — Пермь : Изд-во ПНИПУ, 2015. — 161 с. — ISBN 978-5-398-01463-1.

Статьи
- Вечно другой (к вопросу о сериально-вариационной технике в современной поэзии) // Я и другой в пространстве текста. — Пермь-Любляна, 2009;
- Железняк В. Н., Железняк В. С. Prosopon как конституирующий элемент «обратной» феноменологии сознания // Rusko-slovenski dnevi na Filozofski fakulteti Univerze v Ljubljani, maj 2009. — Ljubljana, 2009;
- Стадия экзистенции в «Науке логики» Гегеля // Вестник Пермского университета, 2009, вып. 5 (31);
- Художественная феноменология М. Пруста // Вестник Пермского университета. Российская и зарубежная филология. Выпуск 3 (9), 2010;
- Герменевтика поэтического текста М. Хайдеггера // Вестник ПНИПУ. Культура. История. Философия. Право. — 2013. — № 8(47). — С. 68-71;
- Железняк В. Н., Железняк В. С. Поэтический дискурс экзистенциальной коммуникации // Дискурс-Пи: Научный журнал. 2013;
- Железняк В. Н., Литвинова С. В., Столбова Н. В. Предисловие к переводу главы из книги Грэма Хармана «Четвероякий объект» // Личность. Культура. Общество. — 2013. — Т. XV, № 78, Вып. 2. — С. 55-56;
- Жить в четверице (аргумент Хайдеггера в мотивации спекулятивного реализма) // Личность. Культура. Общество. — 2013. — Т. XV, № 79-80, Вып. 3-4- С. 133—138;
- Внутских А. Ю., Железняк В. Н. Концепции конвергентных технологий и искусственного интеллекта: философские альтернативы // Вестник Вятского государственного гуманитарного университета. — 2013. — № 4(1). — С. 6-10;
- Железняк В. Н., Железняк В. С. «Я князь, и вы князья»: возможность сословной самоидентификации русской аристократии и монархическая идея у Ф. М. Достоевского // Династия Романовых в культуре и искусстве России и Западной Европы. История и современность / М-во культуры, молодеж. политики и массовых коммуникаций Перм. края, Перм. гос. худож. галерея, Перм. гос. краевая универсал. б-ка им. А. М. Горького, МБУК Об-ние муниц. б-к г. Перми, Б-ка № 32, Просветит. центр Б-ка Духов. возрождения. — Пермь : Пушка, 2013. — С. 328—331;
- Компетенция жить // Формирование гуманитарной среды в вузе: инновационные образовательные технологии. Компетентностный подход / М-во образования и науки Рос. Федерации, Перм. нац. исслед. политехн. ун-т, Гуманит. фак. — Пермь : Изд-во ПНИПУ, 2014. — С. 332—339;
- Железняк В. Н., Железняк В. С. Город как способ бытия // Город как вызов / М-во образования и науки Рос. Федерации, Перм. гос. гуманит.-пед. ун-т, Фонд поддержки культ. проектов Новая коллекция, Музей сов. наива. — Пермь : ПК АСТЕР, 2014. — С. 50-53;
- Оправдание греха как условие теодицеи (аргумент Лейбница) // Личность. Культура. Общество. — 2014. — Т. XVI, № 81-82, Вып. 1-2- С. 182—188;
- Бред и истина // Научное мнение. — 2015. — № 8 : Философские и филологические науки, искусствоведение. — C. 22-27;
- Логос и технологии // Вестник ПНИПУ. Культура. История. Философия. Право = Bulletin of the Perm National Research Polytechnic University. Culture. History. Philosophy. Law. — 2015. — № 2. — С. 21-28;
- Урбанизация и рустическая экзиатенция // Уральская философская школа: 50 лет — 50 имён / Рос. акад. нар. хоз-ва и гос. службы при Президенте Рос. Федерации, Урал. ин-т упр. — Екатеринбург : Альфа Принт, 2016. — С. 285—293;
- Железняк В. Н., Железняк В. С. Мастера духовных синтезов / // Вестник ПНИПУ. Культура. История. Философия. Право = Bulletin of the Perm National Research Polytechnic University. Culture. History. Philosophy. Law. — 2016. — № 1. — С. 17-22;
- Железняк В. Н., Железняк В. С. Будущее во множественном числе: социальная футурология техники в Германии / // Вестник ПНИПУ. Культура. История. Философия. Право = Bulletin of the Perm National Research Polytechnic University. Culture. History. Philosophy. Law. — 2016. — № 2. — С. 5-16;
- Железняк В. Н., Середкина Е. В. Гражданская наука в эпоху высоких технологий // Социально-гуманитарные знания. — 2016. — № 10. — С. 27-34;
- Аналитика чувственности И. Канта и Ж.-Ф. Лиотара // Социально-экономические знания. 2017;
- Мохов В. П., Железняк В. Н., Столбова Н. В. Техника, технология и инженерное творчество как предмет исследования и фактор формирования смыслообразующего пространства (на примере научного журнала Вестник ПНИПУ. Культура. История. Философия. Право) / // Вестник ПНИПУ. Культура. История. Философия. Право = Bulletin of the Perm National Research Polytechnic University. Culture. History. Philosophy. Law. — 2017. — № 2 : Технологос- С. 7-17;
- Железняк В. Н., Середкина Е. В. Инженерная этика в техническом вузе: трудности и надежды // Вестник ПНИПУ. Культура. История. Философия. Право = Bulletin of the Perm National Research Polytechnic University. Culture. History. Philosophy. Law. — 2017. — № 2 : Технологос- С. 33-40;
- Железняк В. Н., Столбова Н. В. Опыт искусства в романе Д. Тартт «Щегол» // Вестник ПНИПУ. Культура. История. Философия. Право = Bulletin of the Perm National Research Polytechnic University. Culture. History. Philosophy. Law. — 2017. — № 4 : Метафизика искусства — С. 74-81;
- Метафизика искусства: многообразие подходов // Вестник ПНИПУ. Культура. История. Философия. Право = Bulletin of the Perm National Research Polytechnic University. Culture. History. Philosophy. Law. — 2017. — № 4 : Метафизика искусства — С. 7-14.
- Железняк В. Н., Столбова Н. В., Мусеев Н. А. Онтология прекрасного: методологический проект // Культура и искусство . — 2017. — № 3. — С. 31-40. — DOI 10.7256/2454-0625.2017.3.23146.
- Железняк В. Н., Середкина Е. В. Ответственность как регулятивный принцип в исследованиях по социальной оценке техники / // Дискурс = Discourse. — 2018. — № 3- С. 10-17.
- Грунвальд А., В. Н. Железняк В. Н., Середкина Е. В. Беспилотный автомобиль в свете социальной оценки техники / // Технологос. — 2019. — № 2 : Технократический прагматизм и ответственность- C. 41-51.
- Железняк В. Н., Цырлина Я. Э. Формальный анализ времени у Ж.-Ф. Лиотара (между Фрейдом, Августином и Кантом) // Вестник Тверского государственного университета. Серия: Философия. — 2019. — № 2 (48). — С. 164—176.